# Pat O’Shea
Pat O’Shea (* 22. Januar 1931 in Bohermore, County Galway; † 3. Mai 2007 in Manchester) war eine irische Kinderbuchautorin.

## Leben
Pat O’Shea, mit Geburtsname Patricia Mary Shiels, wurde 1931 als jüngstes von fünf Kindern in Westirland geboren. Da ihre Mutter Bridget starb, als sie noch ein kleines Kind war, wurde sie von ihrer ältesten Schwester Teresa aufgezogen, die sich auch um den schon älteren Vater kümmern musste. Schon als Kind schrieb Pat kleine Theaterstücke und führte sie mit Verwandten und Freunden in einem alten Schuppen auf. Sie besuchte die Presentation National School und die Convent of Mercy Secondary School. Gerade der Besuch der weiterführenden Schule (Secondary School) war im westlichen Irland der 1940er Jahre keine Selbstverständlichkeit für junge Mädchen.
Mit 16 Jahren folgte sie ihren Verwandten, die bereits alle nach England ausgewandert waren. In Manchester trat sie eine Stelle als Buchhändlerin in einem Buchgeschäft an. Sie fing wieder an, Stücke für Theater und Fernsehen zu schreiben und lernte ihren späteren Ehemann, Jack O’Shea, kennen, den sie 1953 heiratete. Aus der Ehe ging ein Sohn hervor. Die Ehepartner trennten sich 1962 einvernehmlich.
Pat O’Shea arbeitete später mit Unterstützung von David Scase, dem Direktor des Library Theatre in Manchester, an diesem Theater und erhielt 1967 ein Stipendium des British Art Council. Mit Hilfe dieser Unterstützung konnte sie vier von ihr geschriebene Einakter im Theater aufführen und ihr Stück The King's Ears wurde von der BBC Northern Ireland produziert.
1969 begann sie mit dem Schreiben von Kurzgeschichten, Poesie und einer Graphic Novel. Anfang der 1970er Jahre begann sie mit dem Schreiben einer größeren Geschichte, die den Titel The Hounds of the Morrigan erhielt und vornehmlich zur Unterhaltung der Familie und ihrer Freunde gedacht war. Die märchenartige Handlung spielt im Westirland ihrer Kindheit und verwebt die Genres Abenteuer und irisch-keltische Märchen bzw. Mythologie. Nach über 10-jähriger Arbeit an dem Manuskript wurde The Hounds of the Morrigan als gleichnamiges Kinderbuch 1985 vom Verlag Oxford University Press veröffentlicht und bekam durchweg positive Kritiken. O’Sheas Debütwerk wurde mit den Chroniken von Narnia von C. S. Lewis, Alan Garners Der Zauberstein von Brisingamen und sogar mit Tolkiens Herr der Ringe verglichen und löste ein neu erwachendes Interesse an irischer Folklore aus. Das Buch wurde in mehrere Sprachen, unter anderem ins Deutsche, Französische, Italienische und Spanische, übersetzt. Von einem nachfolgenden Roman existierten bereits einige wenige Kapitel, aber trotz ermutigender Worte ihrer Rezensenten beendete Pat O’Shea das Werk nicht.
Pat O’Shea veröffentlichte nach ihrem erfolgreichen Erstlingswerk nur noch zwei kürzere Geschichten: Finn Mac Cool and the Small Men of Deeds, eine Nacherzählung irischer Märchen, und The Magic Bottle. Unter dem Titel Die Meute der Mórrígan wurde das Buch vom SWR zusammen mit dem NDR 2001 als Fantasyhörspiel produziert und im Dezember 2001 als Hörspiel des Monats ausgezeichnet.
Von den Einnahmen aus ihrem ersten Buch kaufte sich Pat O’Shea ein Haus in der Nähe von Tuam im County Galway. Dort verbrachte sie bis zu ihrem Lebensende die Sommermonate. O’Shea lebte bis zu ihrem Tod mit ihrem Lebensgefährten in Chorlton, einem Stadtteil von Manchester. Sie starb dort 2007 nach längerer Krankheit.

## Werke
- 1985 The Hounds of the Morrigan
  - Die Meute der Mórrígan, dt. von Bettine Braun; Verlag Freies Geistesleben, Stuttgart 1994, ISBN 3-7725-1100-7.
- 1987 Finn Mac Cool and the Small Men of Deeds
- 1999 The Magic Bottle

## Auszeichnungen
- Die Meute der Mórrígan, Pat O’Shea – Regie: Annette Kurth (SWR) – Hörspiel des Monats Dezember 2001